# Église Saint-Georges de Basseterre
Pour les articles homonymes, voir Église Saint-Georges.
L'église Saint-Georges est une église anglicane située à Basseterre, à Saint-Christophe-et-Niévès. Elle est la plus grande église de Basseterre

## Historique

### Période française
En 1635, à la demande des administrateurs de la Compagnie des îles d'Amérique, le supérieur des frères mineurs capucins de Normandie chargea trois hommes, les pères Jérôme, Marc et Pacifique de Provins de s'occuper des besoins spirituels des colons français de Saint-Christophe et de tenter de convertir la population Kalinago restée sur l'île après le massacre de 1627. Ils érigèrent une église en bois mais durent bientôt quitter la colonie sous l'ordre du gouverneur Philippe de Longvilliers de Poincy qui les remplacèrent par les jésuites. Ces derniers fondèrent une église nouvelle dédiée à Notre-Dame en 1670.

### Période anglaise

#### Première l'église
En 1706, l'église Saint-Georges fut complètement brûlée par des soldats anglais qui y étaient cantonnés. Elle fut reconstruit en 1710, dédiée à saint Georges et affectée au culte anglican dans les années 1720. En 1719, John Anderson, arrivant d'Angleterre, pour prendre en charge la paroisse, écrit dans son journal : « L’église de Basseterre à l’époque française aurait été l’une des plus belles de toutes les Antilles et elle semble avoir été préservée. Mais lorsque nous leur avons pris l'île, cette église a été détruite par un malheur quelconque et ne sera jamais reconstruite sans une contribution de l'Angleterre ». Le premier recteur de la paroisse fut John Beronville en 1733, et non John Anderson, qui s'était brouillé avec l'administration local pour avoir refusé de donner la communion au gouverneur de Montserrat, ce dernier entretenant une relation adultérine.

#### Deuxième église
En 1772, un ouragan dévasta une partie du toit et, en 1776, un feu ravagea l'église qui subit également respectivement, en 1842 et 1843, un tremblement de terre et un ouragan. Il fut alors nécessaire de reconstruire l'église qui ne débuta qu'en 1856 et consacrée le 25 mars 1858 par l'évêque d'Antigua. Conçu par William Salter, l’église était un énorme bâtiment en pierre pouvant accueillir au moins un millier de fidèles. Slater avait également conçu le mobilier et les accessoires. Les vitraux ont été fabriqués par Clayton et Bell. 
La nuit du 2 juillet 1867, un incendie ravageur s'abattit sur la ville qui détruisit complètement l'église. Devant le sinistre, un appel à contribution fut lancé en Grande-Bretagne et dans les Caraïbes si bien que les travaux de reconstruction commencèrent peu après. La nouvelle église disposa d'une cloche pour permettre d'avertir en cas de danger imminent, mais aussi, pour contrôler la circulation des esclaves. En 1870, un orgue fut commandé à l'entreprise Booth of Wakefield.
Diverses restaurations et agrandissements eurent lieu au cours du XXe siècle, notamment l'ajout en 1956 d'une chapelle du côté nord du chancel et la construction d'une sacristie. Le tremblement de terre du 8 octobre 1974 endommagea gravement l'église qui dut subir, à l'instar d'autres églises dans les Îles-Sous-le-Vent, des travaux de restauration. L'archidiacre Rudolph Smithen a recueilli des fonds et a également obtenu un prêt de la Société pour la propagation de l'Évangile, qui a rendu possible le remplacement des bardeau, du plancher en bois et des bancs de l'allée centrale. En 1986, après ces travaux, l'église Saint-Georges put rouvrir avec une cérémonie le 10 novembre.
En 1989, l'ouragan Hugo a endommagé l'horloge et l'escalier du clocher. Ils furent restauré grâce aux fonds de l'église et du gouvernement christophien et une subvention pour le patrimoine mondial. En 2007, des travaux de réhabilitation de l'horloge et des escaliers ont été effectués.

## Évènements importants
L'église Saint-Georges a été le lieu de nombreuses cérémonies qui ont eu un impact sur le pays. En 1978, Robert Bradshaw, premier ministre de Saint-Christophe-et-Niévès, organisa la messe de requiem. En 1979, il assista aux funérailles nationales de son successeur, Paul Southwell, qui eurent lieu dans l'église Saint-Georges.

## Architecture
Situé sur Church Street, son architecture est typique des églises paroissiales anglaises. Les murs extérieurs sont en roche andésite et le toit est en ardoise.